# Trzeciny
Trzeciny – wieś w Polsce położona w województwie podlaskim, w powiecie wysokomazowieckim, w gminie Wysokie Mazowieckie.
W latach 1975–1998 miejscowość administracyjnie należała do województwa łomżyńskiego.
Wierni kościoła rzymskokatolickiego należą do parafii św. Stanisława Biskupa i Męczennika w Dąbrowie Wielkiej.

## Historia
Trzeciny lub Trzciny. Trzecina to dawniej trzecia część płodów rolnych. W 1562 r. wzmiankowano Grzegorza, syna Jana Trzeciny z Dzięcieli Wiśniewa. Trzeciny zostały założone najpewniej na części gruntów wymienionych rycerzy. W roku 1580 w czasie spisu podatkowego dziedziczył tu Adam Oprsiany. Na początku XVII w. właścicielem był ród Prątnickich, herbu Ślepowron. W 1673 r. częściowymi posesjonatami wsi byli: Paweł Prątnicki i Wojciech Sobolewski, burgrabia grodzki drohicki. Drogą posagu, kolejnym właścicielem został Sebastyan Ciechanowiecki de Trzeciny. W XVIII w. wieś miała wielu posiadaczy, m.in. Węgierskich. W 1815 r. została sprzedana Dąbrowskiemu.
W roku 1827 miejscowość liczyła 15 domów i 135 mieszkańców.
Pod koniec wieku XIX wieś i folwark nad rzeką Brok w powiecie mazowieckim, gmina Szepietowo, parafia Dąbrowa Wielka: 
- powierzchnia użytków rolnych w folwarku wynosiła 890 morgów: (grunty orne i ogrody-415, łąki-45, las-412, wody-4, nieużytki-14 morgów). Budynków murowanych 4, drewnianych 14, wiatrak. Płodozmian 8. polowy
- we wsi osad 17 osad, powierzchnia gruntów rolnych 34 morgi[10].

W roku 1921 wyszczególniono:
- folwark Trzeciny. Zanotowano tu 4 budynki z przeznaczeniem mieszkalnym oraz 90 mieszkańców (41 mężczyzn i 49 kobiet)
- wieś Trzeciny. Było tu 9 budynków z przeznaczeniem mieszkalnym i 58 mieszkańców (26 mężczyzn i 32 kobiety). Wszyscy podali narodowość polską i wyznanie rzymskokatolickie[11]

12 września 1939 r. w Trzecinach stacjonował 3 Pułk Szwoleżerów Mazowieckich, który wycofał się w rejon Hodyszewa.
W sierpniu 1944 r. trwały tu walki sowiecko-niemieckie. W poważnym stopniu zniszczyły wieś i całkowicie zabudowania gospodarcze folwarku.

## Majątek Trzeciny
W końcu XIX w. właścicielem tych dóbr był doktor medycyny Tomasz Wróbel. Żoną Tomasz Wróbla była Wanda z Jodków. Małżeństwo miało 5 córek: Tomisławę za Konradem Dawidowskim, Wandę za Julianem Skarżyńskim z folwarku Wola, Czesławę, Stanisławę za Antonim Moczulskim z położonego nieopodal folwarku Michałki i Zofię.
Zofia wyszła z mąż za Hipolita Zarembę.
W roku 1907 umiera Tomasz Wróbel i Zofia dziedziczy majątek Trzeciny z obowiązkiem spłaty pozostałych sióstr.
Hipolit Zaremba gospodaruje w Trzecinach przez następne 30 lat, do swojej śmierci w lipcu 1938.
Gospodarstwo Zarembów nie ucierpiało zbyt wiele w czasie inwazji Sowietów w 1920 r.
Córka Zaremby, Wanda wyszła za mąż w 1922 r. za Władysława Mieczysława Jaruzelskiego z Rusi Starej. Ślub odbył się w Dąbrowie Wielkiej. Nowożeńcy zamieszkali w Kurowie pod Lublinem, gdzie Władysław Mieczysław był administratorem majątku ziemskiego. Tam, w roku 1923 urodził się ich syn, Wojciech Jaruzelski. W połowie lat dwudziestych, Władysław Mieczysław, po skończeniu się kontraktu, powrócił z rodziną w te strony. Około 1935 r. odziedziczył połowę Trzecin, (na północ od Broku), wraz z zabudowaniami i osiadł tu na stałe. Miejscowa ludność dobrze wspominała mieszkających tu Jaruzelskich. W południowej części nadal gospodarował Hipolit Zaremba.
Po wkroczeniu Niemców, we wrześniu 1939 r., w Trzecinach mieszkała tylko Zofia Zarembina z córką Zofią Szadkowską i jej dziećmi. Z końcem września tegoż roku wkroczyły tu wojska sowieckie. Majątek został rozparcelowany między pracowników folwarcznych. Zofia Zarembina ukrywała się po okolicznych wsiach, córka wyjechała do Warszawy. Po ponownym wkroczeniu Niemców, Zofia Szadkowska z matką, wróciła do Trzecin, ale jej majątek został upaństwowiony przez Niemców. Po wojnie Zarembina i Szatkowska zamieszkały w Dąbrowie Dzięcieli u państwa Wróblewskich. Majątek Trzeciny został rozparcelowany, tym razem przez władzę ludową. Również lasy dworskie przejęło państwo.
W tym samym czasie Władysław Mieczysław Jaruzelski z rodziną trafił w okolicę Wilna. Litwa, na końcu 1940 r. została przyłączona do ZSRR. Nowe władze rozpoczęły wywózkę tamtejszych Polaków na Syberię. Władysław Mieczysław trafił do Krasnojarskiego Kraju, reszta rodziny do osady leśnej w Ałtajskim Kraju. Wojciech Jaruzelski, po nieudanej próbie dostania się do armii Andersa, ukończył szkołę oficerską w Riazaniu i został skierowany do 2. Dywizji Piechoty im. Henryka Dąbrowskiego jako dowódca plutonu zwiadu. Jako pomocnik szefa sztabu 5. Pułku Piechoty ds. zwiadu, przeszedł szlak bojowy 1. Armii Wojska Polskiego.

## Szkoła powszechna
Jednoklasowa szkoła powszechna w Trzecinach funkcjonowała od roku 1920. Liczba uczniów: 1920-94, 1922-69, 1923-52, 1924-53, 1925-68, 1932-60. W roku szkolnym 1930/31 szkoły nie było.
Nauczyciele: Helena Szmitrowska (1924), Helena Zienkiewicz (1927-1928), Stanisław Dąbrowski i Albin Winogrodzki (1929), Józef Kaczyński i Albin Winogrodzki (1930).